# 中缅灰叶猴
中缅灰叶猴（学名：Trachypithecus melamera），一种分布于缅甸、老挝及中国云南省等地区的灵长类动物，隶属于猴科乌叶猴属。模式产地为缅甸八莫。

## 分类变动
本种的学名之前被视为菲氏叶猴滇西亚种（T. phayrei shanicus）的同物异名。2020年通过基因测序结果认定滇西亚种为独立物种，且因 melamera 命名在先，故用 melamera 代替 shanicus。2021年公布的《中国兽类名录（2021版）》将本种的中文名定为“中缅灰叶猴”。